# Râul Valea Rea, Bângăleasa
- Pentru alte râuri omonime, vedeți pagina de dezambiguizare Valea Rea.

Râul Valea Rea este un afluent al râului Grohotișul (Bângăleasa).

## Generalități
Râul Valea Rea (Bângăleasa) nu are afluenți semnificativi și nici nu trece prin vreo localitate.

## Hărți
- Harta județului Brașov